# Rożyńsk
Rożyńsk (lub Różyńsk) (niem. Rosinsko) – wieś w Polsce położona w województwie warmińsko-mazurskim, w powiecie ełckim, w gminie Ełk.
W latach 1975–1998 miejscowość administracyjnie należała do województwa suwalskiego.
Od 1 stycznia 1973 do 30 czerwca 1976 roku istniała gmina Różyńsk, którą po zlikwidowaniu rozdzielono pomiędzy gminy: Ełk, Orzysz i Stare Juchy.
W miejscowości znajduje się filia szkoły podstawowej w Woszczelach, świetlica wiejska, kościół św. Brata Alberta, oraz działa stowarzyszenie Szlakiem Druglina.
Wierni Kościoła rzymskokatolickiego należą do parafii NMP Wspomożenia Wiernych w Klusach.